# Productiviteit (taalkunde)
Met productiviteit wordt in de taalkunde de mate bedoeld waarin taalgebruikers - in het bijzonder moedertaalsprekers van de betreffende taal - een bepaalde grammaticale regel toepassen bij woordvormingen. Productiviteit speelt vooral een rol in de synchrone taalkunde, betreft vaker inhoudswoorden dan functiewoorden en heeft altijd betrekking op minstens één open woordklasse. 
Over het algemeen gaat het niet echt om het creëren van nieuwe grammaticale structuren, maar veeleer om neologismen en / of nieuwe zinsdelen (collocaties) waarvan de vorming op grond van de geldende taalregels voorspelbaar is. 
In de West-Germaanse talen is tegenwoordig vrijwel uitsluitend het suffix dat gebruikt wordt om de verleden tijd van zwakke werkwoorden te vormen nog productief. Voor de synchrone taalkunde van bijvoorbeeld het Nederlands is deze productiviteit van groot belang, aangezien er nog geregeld nieuwe werkwoorden bij komen, zoals recentelijk fuiven, e-mailen en googelen. Het eerste werkwoord wordt een enkele keer ook wel vervoegd als een sterk werkwoord (foof, gefoven), maar deze vormen worden zelden of nooit als serieus taalgebruik ervaren, net als bijvoorbeeld de vorm gesnopen (< snappen). De sterke vervoeging is dus in het Nederlands in principe improductief. 
Met name affixen hebben de neiging om productief te zijn. Soms verdwijnt de oorspronkelijke betekenis daarbij geheel naar de achtergrond, zoals het geval is in het Nederlands met het aan het Engels ontleende suffix -gate, dat tegenwoordig gebruikt wordt voor van alles en nog wat dat een grove mislukking genoemd mag worden. De oorspronkelijke betekenis van gate is "poort", en deze betekenis is volledig vervaagd (de huidige betekenis "mislukking" is door middel van beeldspraak afgeleid van het Watergateschandaal, dat weer vernoemd was naar het Watergatecomplex waar het schandaal zich afspeelde). Iets soortgelijks heeft zich voorgedaan bij de vorming van digi-beet (< analfa-beet). Vaak ook worden meerdere achtervoegsels met vergelijkbare betekenissen binnen hetzelfde paradigma productief toegepast: lawaai-ig, lawaai-erig, lawaai-achtig. 